# Məhəmməd Əsədov
Məhəmməd Nəbi oğlu Əsədov, eingedeutscht Mähämmäd Äsädow (* 5. Dezember 1941 im Dorf Baharlı, Rayon Zəngilan, Aserbaidschanische SSR, UdSSR; † 20. November 1991 im Dorf Qarakənd, Rayon Xocavənd, Republik Aserbaidschan), war ein aserbaidschanischer Politiker.

## Biographie
Əsədov schloss die Allgemeinschule 1958 in der Stadt Mincivan nahe Zəngilan ab. 1960 absolvierte er eine Wirtschaftsfachschule und arbeitete anschließend als Inspektor für Statistik. Nach dem Militärdienst ließ sich Əsədov 1965 in die Fakultät für allgemeine Wirtschaftswissenschaften an der Staatlichen S.-M.-Kirow-Universität (heute Staatliche Universität Baku) einschreiben. Sein fachlicher Schwerpunkt waren Finanzen und Kredite.
1970 absolvierte er ein Fernstudium im Aserbaidschanischen Institut für Volkswirtschaft (heute Aserbaidschanische Staatliche Wirtschaftsuniversität). Anschließend arbeitete er kurzzeitig in einem Industriebetrieb, wechselte danach in den Vorstand des Stadtkomitees der Kommunistischen Partei der Aserbaidschanischen SSR in Sumqayıt. Von 1978 bis 1989 war Əsədov Bezirksleiter der Provinzen Ağsu, Beyləqan und Ağdaş. Zwischen 1980 und 1983 durchlief er eine Fortbildung in der Höheren Schule des Staatssicherheitskomitees beim Ministerrat der UdSSR (heute Akademie des Föderalen Sicherheitsdienstes der Russischen Föderation).
Am 23. Mai 1990 wurde Əsədov per Beschluss zum Innenminister der Aserbaidschanischen SSR ernannt. Auf seine Amtszeit fällt die Formierung der nationalen Streitkräfte Aserbaidschans und der OMON, einer Polizeisondereinheit, die im Kampf gegen die armenischen Separatistenkräfte in Bergkarabach zum Einsatz kam. Ein halbes Jahr nach seiner Ernennung wurde Əsədov zum Generalmajor befördert.

## Tod
Am 20. November 1991 begab sich Əsədov zusammen mit einer Beobachtermission, der auch hochrangige russische und kasachische Beamten angehörten, mit einem sowjetischen Mil-Mi-8-Militärhubschrauber in die Stadt Xocavənd in der Region Bergkarabach, die kurz zuvor ihre Unabhängigkeit erklärt hatte, um sich ein Bild über die angespannte Situation vor Ort zu verschaffen. Kurz vor der Landung wurde die Maschine unweit der Ortschaft Qarakənd abgeschossen. Alle 22 Insassen, darunter Əsədov, kamen ums Leben. Aserbaidschan bezeichnete diese Tragödie als von den “armenischen Separatisten verübten Terrorakt”. Die Armenier bestritten einen Abschuss.
Əsədov wurde auf dem Ehrenfriedhof von Baku (Fəxri Xiyaban) beigesetzt.